# 厦門潤
厦門 潤（あもい じゅん、1963年6月7日 - ）は、日本の漫画家。高知県出身。
白泉社で発表する作品では「亜藤潤子」、角川書店では「あもい潤」、成人向け作品では「陸乃家鴨」、その他では「厦門潤」の名前を使う。
厦門潤としてのデビュー作は1984年、『ぱふ』10月号掲載の『マインド・スコープ』。
1985年、『花を飾ってパラノイア』（白泉社『別冊花とゆめ』夏の号）で亜藤潤子（あとう じゅんこ）名義で少女漫画家としてもデビュー。
角川書店、新書館、竹書房、集英社の雑誌などで作品を発表。ライトノベルの挿絵も手がける。
硬派SF作品やFT作品、かわいらしい絵柄を生かした児童向け作品、名義を変えての成人向け作品まで活躍は多岐に渡る。その一方、未完作品や雑誌掲載作品の単行本化に恵まれないことも多い。

## 作品リスト

### 亜藤潤子名義
- 扉を開けて（原作：新井素子）
- ミラクルナイトゲート - 単行本未収録作品あり
- 闇のマルクト - 単行本未収録作品あり
- TWIN

### あもい潤名義
- 風霊王 KAZEOH 全3巻
  - 貴人の大祭 ウェイ・テクイルウィトル（風霊王外伝）
  - 風霊王（新装版）上下巻 - 外伝も収録
- レーゲンデ 第三の鳩 LEGGENDA 1-4巻 未完
- 虹龍変現!! CRUSH CLASSICS - 単行本未収録作品あり
  - 虹龍変現!! CRUSH CLASSICS（新装版） - 上記未収録も収録した完全版
- @テンション! 全3巻
- NHKテレビコミックス（原作：NHK）
  - カスミン 全4巻
  - 新カスミン 全3巻

### 厦門潤名義
- 密天の花園
- KENIYA 草と惑星 1-4巻 - 未完・単行本未収録作品あり
- PANGAEA
- 流星機ガクセイバー （原作：G.Project） 1-2巻 - 未完・単行本未収録作品あり
- 破暗童羅の野望 上下巻
- DRAGON CYCLE
- プロミスモニュメント -ソドムの結末-
- Hello!マイ・ロード―女子学生版内定獲得大作戦
- 破妖の剣シリーズ（原作：前田珠子） 
  - 破妖の剣 -魔性降臨-
  - 破妖の剣 -紅の魔剣 碧の魔胎-
  - 破妖の剣 -深紫絃韻 1・2-
- トランスジェニック・ラボラトリ

### 陸乃家鴨名義
- KUSURIのフェロモン
- 有効
- BODY/LIFE
- 桃華幻戯
- GARLAND
- 保健室のメカニカル
- 花咲け!おとめ塾 上下巻
- 彼女の残り香
- 大正ヲトメ花壇 - 『花咲け!おとめ塾』の前日談
- 少年少女は××する
- 少女の妄想はいつ開く? - 『少年少女は××する』の続編
- 未確認幼なじみ
- ピンクペッパー
- 司法畑でつかまえて
- 半熟でぃべろっぱー
- 出戻り姫とニート王子
- 一緒に暮らすための約束をいくつか 全2巻
- 戯姉弟
- 10歳からの家族計画 全4巻